# Tainá Müller
Tainá Müller (Porto Alegre, 1 de junio de 1982) es una actriz brasileña.

## Filmografía

### Cine
| Año  | Título                | Personaje                 |
| ---- | --------------------- | ------------------------- |
| 2007 | Eterna Magia          | Laura Mascarenhas         |
| 2009 | Revelação             | Victória de Castro        |
| 2011 | Insensato corazón     | Paula Cortez              |
| 2012 | Encantadoras          | Liara Mariz               |
| 2013 | Flor del Caribe       | Ludmilla Villalba         |
| 2014 | La sombra de Helena   | Marina Meirelles          |
| 2015 | Mujeres ambiciosas    | Cristiana "Cris" Loureiro |
| 2020 | Buenos días, Verônica | Verônica Torres           |

| Año  | Título                                     | Personaje       |
| ---- | ------------------------------------------ | --------------- |
| 2007 | Cão sem Dono                               | Marcela         |
| 2008 | Plastic City                               | Rita            |
| 2008 | Se Nada Mais Der Certo                     | Mile            |
| 2009 | Em uma Noite Escura, as Rosas São Amarelas | Ana             |
| 2009 | Descalça                                   | Laura           |
| 2010 | Tropa de élite 2                           | Clara           |
| 2011 | As Mães de Chico Xavier                    | Lara            |
| 2012 | E Aí... Comeu?                             | Vitória Brandão |
| 2014 | Blue Lips                                  | Mujer Guido     |
| 2017 | Bingo: The King of the Mornings            | Angélica        |